# 154378 Hennessy
154378 Hennessy è un asteroide della fascia principale. Scoperto nel 2002, presenta un'orbita caratterizzata da un semiasse maggiore pari a 2,4364669 UA e da un'eccentricità di 0,1793345, inclinata di 0,87191° rispetto all'eclittica.